# Franco Cavallo
Franco Cavallo (* 26. September 1932 in Neapel; † 9. Januar 2022 ebenda) war ein italienischer Segler.

## Erfolge
Franco Cavallo nahm mit Camillo Gargano in der Bootsklasse Star an den Olympischen Spielen 1968 in Mexiko-Stadt teil. Sie blieben zwar einen Punkt hinter dem norwegischen Boot von Peder Lunde junior und Per Olav Wiken, belegten mit 44,7 Punkten aber hinter den Norwegern und den Olympiasiegern Peter Barrett und Lowell North den dritten Platz und sicherten sich damit die Bronzemedaille. Bereits 1962 gewann Cavallo mit Vincenzo Fania in Cascais bei den Europameisterschaften ebenfalls Bronze.
Cavallo war mehrfacher Europa- und italienischer Meister.